# Вабити
Вабити — украиноязычный сингл украинской певицы Тины Кароль, выпущенный 23 августа 2018 года. Композиция вышла в поддержку рекламной кампании для украинского ювелирного бренда «Укрзолото».

## Описание
В августа 2019, на своей странице в Instagram, Тина Кароль анонсировала выход нового украиноязычного сингла под названием «Вабити». Премьера видеоклипа состоялась 22 августа, а композиция вышла 23 августа на всех музыкальных площадках.
Автором слов выступила рэп-исполнительница Alyona Alyona, а музыку – битмейкер JustChillBeats, сам видеоклип снимали в Калифорнии (США).

## Видео
Премьера нового видеоклипа на песню «Вабити», состоялась 22 августа 2019 года на официальном YouTube канале исполнительницы.
Съёмки клипа проходили в Лос-Анджелесе, (США). Клип снят в ярком и летнем стиле. По сюжету новой видеоработы, певица отдыхает у бассейна, а два домработника, роль которых досталась талантливым американским танцорам Josh Killacky и Tim Milgram, добиваются внимания Тины Кароль. Исполнители главных мужских ролей также выступили режиссёрами нового видеоролика.
В новой видеоработе Кароль примеряет несколько образов. За стиль певицы в клипе отвечала украинский стилист Наталья Осадчая.

## Список композиций
| №  | Название | Текст песни      | Музыка         | Длительность |
| -- | -------- | ---------------- | -------------- | ------------ |
| 1. | «Вабити» | Алёна Савраненко | JustChillBeats | 2:58         |

## История релиза
| Регион | Дата            | Формат                      | Версия     | Лейбл      | Прим.  |
| ------ | --------------- | --------------------------- | ---------- | ---------- | ------ |
| Мир    | 23 августа 2019 | Цифровая загрузка, стриминг | украинская | Баз лейбла | [ 11 ] |
| СНГ    | 23 августа 2019 | Радиоротация                | украинская | Баз лейбла | [ 12 ] |

## Чарты
| Чарт (2020)                                | Высшая позиция |
| ------------------------------------------ | -------------- |
| Киев (Tophit City & Country Radio Hits)    | 5              |
| Украина (TopHit City & Country Radio Hits) | 5              |
| Украина (TopHit YouTube Hits)              | 6              |

| Чарт (2019)                                | Высшая позиция |
| ------------------------------------------ | -------------- |
| Киев (Tophit City & Country Radio Hits)    | 8              |
| Украина (TopHit City & Country Radio Hits) | 7              |
| Россия (TopHit YouTube Hits)               | 33             |
| Украина (TopHit YouTube Hits)              | 73             |
| Украина (TopHit Radio & YouTube Hits)      | 13             |

### Годовые чарты
| Чарт (2019-2020)                           | Позиция |
| ------------------------------------------ | ------- |
| Киев (Tophit City & Country Radio Hits)    | 77      |
| Россия (TopHit YouTube Hits)               | 155     |
| Украина (TopHit City & Country Radio Hits) | 118     |
| Украина (TopHit Radio & YouTube Hits)      | 132     |

## Награды и номинации
| Год  | Награда         | Номинированная работа | Категория   | Номинировано                | Результат | Ист.   |
| ---- | --------------- | --------------------- | ----------- | --------------------------- | --------- | ------ |
| 2019 | M1 Music Awards | «Вабити»              | Клипмейкер  | Josh Killacky & Tim Milgram | Номинация | [ 25 ] |
| 2019 | M1 Music Awards | «Вабити»              | Монтаж      | Josh Killacky               | Номинация | [ 26 ] |
| 2019 | M1 Music Awards | «Вабити»              | Хореография | Tim Milgram                 | Номинация | [ 27 ] |